# FC Arzignano Valchiampo
Football Club Arzignano Valchiampo, zkráceně jen Arzignano Valchiampo je italský fotbalový klub hrající v sezóně 2024/25 ve 3. italské fotbalové lize sídlící ve městě Arzignano v regionu Benátsko.

## Změny názvu klubu
- 1920/21 – 1930/31 − AC Arzignano (Associazione Calcio Arzignano)
- 1931/32 – 1963/64 − US Arzignano (Unione Sportiva Arzignano)
- 1964/65 – 1970/71 − AC Arzignano (Associazione Calcio Arzignano)
- 1971/72 − 1980/81 – AC Tezze Arzignano (Associazione Calcio Tezze Arzignano)
- 1981/82 − 2004/05 – Arzignano Poletto (Arzignano Poletto)
- 2005/06 − 2010/11 – USD Garcia Moreno Arzignano (Unione Sportiva Dilettantistica Garcia Moreno Arzignano)
- 2011/12 – 2016/17 – ASD Union ArzignanoChiampo (Associazione Sportiva Dilettantistica Union ArzignanoChiampo)
- 2017/18 − 2018/19 – ASD Arzignano Valchiampo (Associazione Sportiva Dilettantistica Arzignano Valchiampo)
- 2019/20 – FC Arzignano Valchiampo (Football Club Arzignano Valchiampo)

## Získané trofeje

### Vyhrané domácí soutěže
- 4. italská liga (2×)

2018/19, 2021/22

## Účast v ligách
| Úroveň soutěže | Název soutěže (nynější název) | První hraná sezona | Poslední hraná sezona | celkem odehraných sezon |
| -------------- | ----------------------------- | ------------------ | --------------------- | ----------------------- |
| 3              | Serie C                       | 1942/43            | 2024/25               | 7                       |
| 4              | Serie D                       | 1948/49            | 2021/22               | 16                      |
| 5              | Eccellenza                    | 1957/58            | 2001/02               | 13                      |